# 宗谷岬
宗谷岬（日语：／ Sōyamisaki */?）是位於日本北海道稚內市範圍內的海岬，以「日本最北端之地」著名。

## 名称
名稱源於阿伊努語「ソー・ヤ」（岩石海岸）。一说这个地名是由现在珊内地区海中的一块叫做ソウヤ岩的大岩石而得名，名称由珊内区内转移了。宗谷岬附近的辩天岛在阿伊努语中被称为“ソヤスマ”或“ソヤシュマ”。当地阿伊努人称宗谷岬为“ノテトゥ”（海角）。

## 地理
宗谷岬北邊依傍著連通日本海與鄂霍次克海的宗谷海峽（拉彼魯茲海峽），與目前屬於俄羅斯薩哈林州的庫頁島隔著宗谷海峽相望，其間距離最近處只相隔43公里。雖然被稱呼為「岬」，但宗谷岬實際上並非一個狹小的陸地尖端，而是一大片深入海中的突出陸地。
在宗谷岬內陸一些的地區有大片海拔20公尺至30公尺的連環小丘組成一個樹枝狀的丘陵地帶，稱為「宗谷丘陵」，是一萬多年前最後一次冰河時期結束前，北退的冰河在此地長年的挖削作用所形成，是日本境內極為少見的冰河地形。在2004年的第二回北海道遺產選拔時，宗谷丘陵獲北海道當地居民票選出來並被指定為地區性自然遺產。根據記載宗谷丘陵在明治時代之前曾經是一片茂密的樹林，但在明治中期發生的一場大火將樹林付之一炬，僅剩矮木及草地。今日宗谷丘陵主要是被用作放牧草原用途（1996年時由稚內市政府設立了佔地約15平方公里的宗谷岬肉牛牧場），養殖的牛隻被稱為宗谷黑牛，在日本國內肉類市場頗受好評。

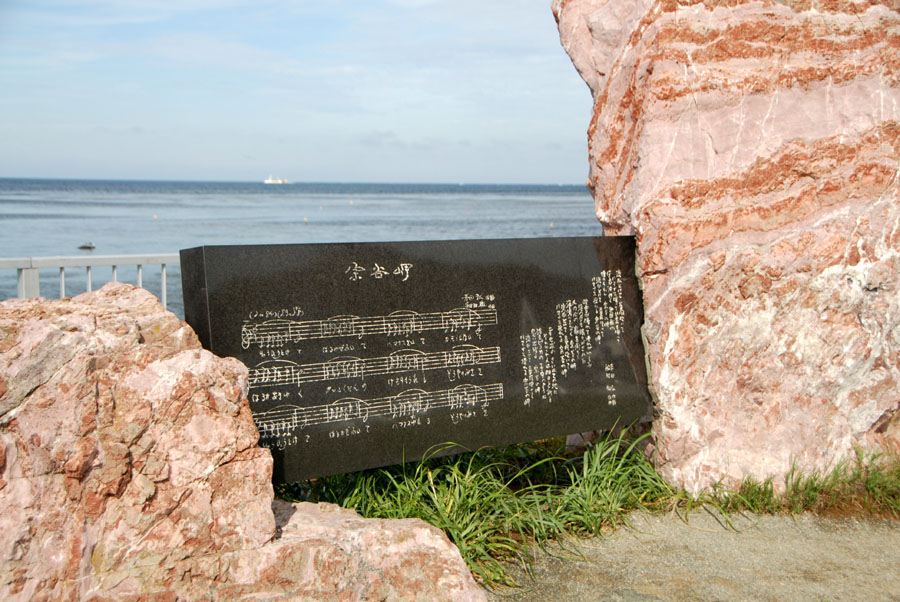
宗谷岬音樂碑
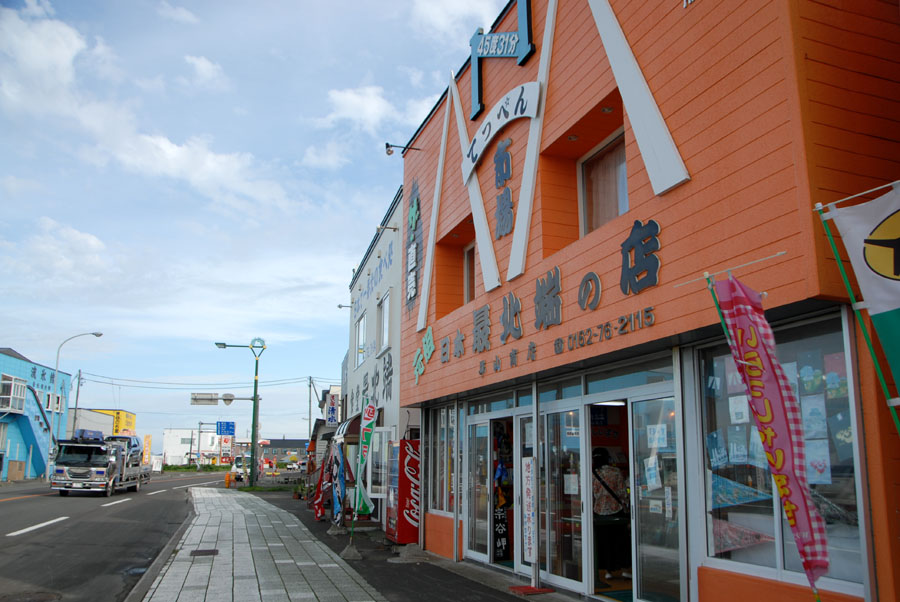
宗谷岬地區有許多以「最北」作為命名或訴求的商店
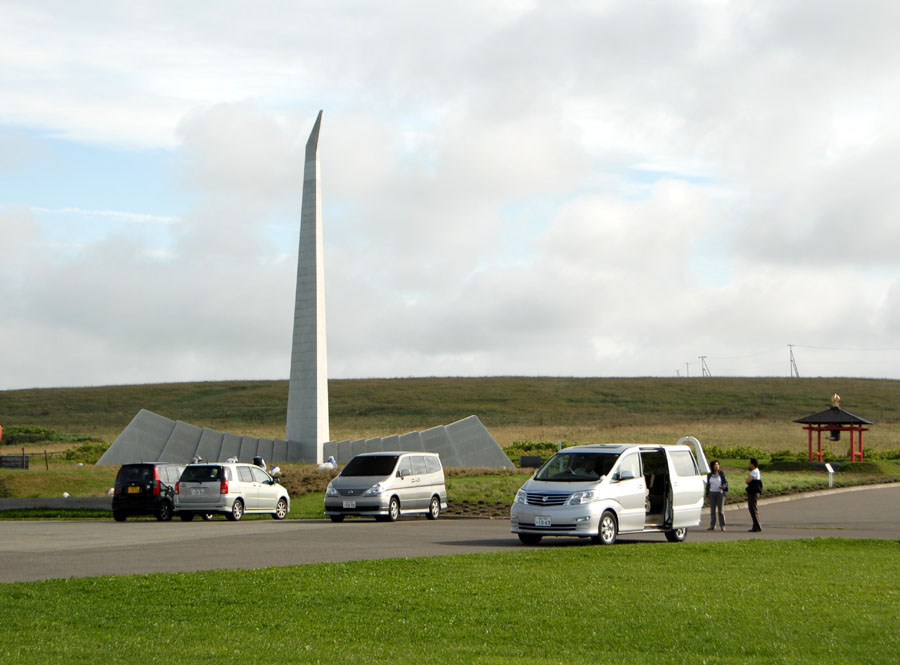
位在宗谷丘陵上的「祈禱之塔」是為了紀念韓航007班機擊落事件中的受難者而豎立
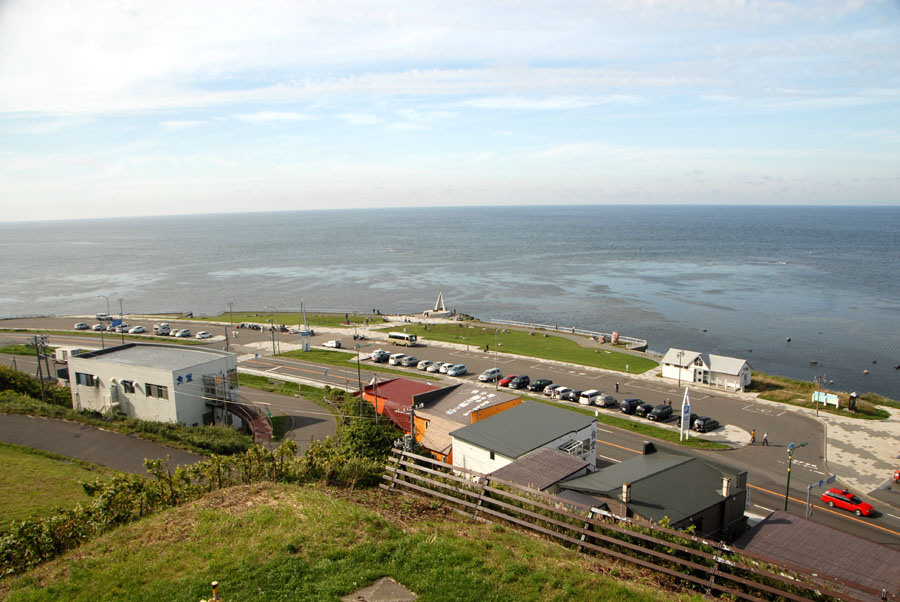
宗谷岬最北端之地紀念碑附近的設施鳥瞰

2000年8月1日测得历史最高气温31.9℃。1986年2月3日录得最低极端气温为-17.1℃。年平均日较差5.4℃，冬季138.4天，仲冬76.7天，夏季9.1天。8月至11月降水量较多，1月至4月降水量较少。10月至12月雨天较多，11月至1月日照时间短。全年风力较强，平均风速10m/s以上的天数达232.6天。2019年1月16日录得西风最大风速极值32.2 m/s，2019年1月16日和2008年9月两次录得西风最大瞬时风速极值42.5 m/s。
| 宗谷岬（1981-2010）气象数据 | 宗谷岬（1981-2010）气象数据 | 宗谷岬（1981-2010）气象数据 | 宗谷岬（1981-2010）气象数据 | 宗谷岬（1981-2010）气象数据 | 宗谷岬（1981-2010）气象数据 | 宗谷岬（1981-2010）气象数据 | 宗谷岬（1981-2010）气象数据 | 宗谷岬（1981-2010）气象数据 | 宗谷岬（1981-2010）气象数据 | 宗谷岬（1981-2010）气象数据 | 宗谷岬（1981-2010）气象数据 | 宗谷岬（1981-2010）气象数据 | 宗谷岬（1981-2010）气象数据 |
| 月份                        | 1月                         | 2月                         | 3月                         | 4月                         | 5月                         | 6月                         | 7月                         | 8月                         | 9月                         | 10月                        | 11月                        | 12月                        | 全年                        |
| --------------------------- | --------------------------- | --------------------------- | --------------------------- | --------------------------- | --------------------------- | --------------------------- | --------------------------- | --------------------------- | --------------------------- | --------------------------- | --------------------------- | --------------------------- | --------------------------- |
| 历史最高温 °C（°F）         | 4.8 (40.6)                  | 7.8 (46.0)                  | 13.4 (56.1)                 | 23.1 (73.6)                 | 26.0 (78.8)                 | 26.4 (79.5)                 | 30.4 (86.7)                 | 31.9 (89.4)                 | 29.7 (85.5)                 | 22.5 (72.5)                 | 17.5 (63.5)                 | 11.5 (52.7)                 | 31.9 (89.4)                 |
| 平均高温 °C（°F）           | −2.9 (26.8)                 | −2.9 (26.8)                 | 0.6 (33.1)                  | 6.8 (44.2)                  | 11.3 (52.3)                 | 14.7 (58.5)                 | 18.6 (65.5)                 | 21.7 (71.1)                 | 19.2 (66.6)                 | 13.5 (56.3)                 | 6.0 (42.8)                  | 0.0 (32.0)                  | 8.9 (48.0)                  |
| 日均气温 °C（°F）           | −4.9 (23.2)                 | −5.1 (22.8)                 | −1.6 (29.1)                 | 3.7 (38.7)                  | 7.8 (46.0)                  | 11.5 (52.7)                 | 15.6 (60.1)                 | 18.6 (65.5)                 | 16.0 (60.8)                 | 10.4 (50.7)                 | 3.4 (38.1)                  | −2.1 (28.2)                 | 6.1 (43.0)                  |
| 平均低温 °C（°F）           | −7.2 (19.0)                 | −7.6 (18.3)                 | −4.1 (24.6)                 | 0.8 (33.4)                  | 4.7 (40.5)                  | 8.7 (47.7)                  | 13.2 (55.8)                 | 16.1 (61.0)                 | 13.0 (55.4)                 | 7.3 (45.1)                  | 0.8 (33.4)                  | −4.4 (24.1)                 | 3.5 (38.3)                  |
| 历史最低温 °C（°F）         | −16.3 (2.7)                 | −17.1 (1.2)                 | −14.9 (5.2)                 | −6.3 (20.7)                 | −1.5 (29.3)                 | 1.7 (35.1)                  | 5.7 (42.3)                  | 10.2 (50.4)                 | 5.0 (41.0)                  | −0.7 (30.7)                 | −10.0 (14.0)                | −11.8 (10.8)                | −17.1 (1.2)                 |
| 平均降水量 mm（）           | 27.6 (1.09)                 | 18.6 (0.73)                 | 20.5 (0.81)                 | 33.5 (1.32)                 | 58.7 (2.31)                 | 50.2 (1.98)                 | 93.9 (3.70)                 | 125.0 (4.92)                | 118.9 (4.68)                | 120.2 (4.73)                | 101.5 (4.00)                | 65.1 (2.56)                 | 832.0 (32.76)               |
| 平均降水天数（≥ 1.0 mm）    | 10.8                        | 8.2                         | 8.2                         | 8.4                         | 8.9                         | 8.0                         | 9.1                         | 9.3                         | 11.6                        | 14.6                        | 16.5                        | 15.6                        | 129.3                       |
| 月均日照時數                | 48.1                        | 95.3                        | 151.4                       | 182.1                       | 190.7                       | 155.2                       | 134.2                       | 155.3                       | 182.6                       | 135.6                       | 56.6                        | 27.0                        | 1,518.4                     |
| 来源1：                     |                             |                             |                             |                             |                             |                             |                             |                             |                             |                             |                             |                             |                             |
| 来源2：                     |                             |                             |                             |                             |                             |                             |                             |                             |                             |                             |                             |                             |                             |

## 周遭地標
在宗谷岬地區最受重視與歡迎的地標，是建立在海岬最北端一小塊填海陸地上的「日本最北端之地」紀念碑（日本最北端の地の碑）。以北海道道章的「北極星」之一部分星芒為主題，紀念碑是一個位在圓形平台上、總高4.53公尺的三角形建築物，其精確位置為北緯45度31分22秒，東經141度56分11秒，在天氣晴朗時可以由紀念碑這頭遙望到薩哈林州的陸地。由於是日本最北端的陸地，再加上曾經一度是日本領土的南樺太（庫頁島南部）在第二次世界大戰結束後遭蘇聯佔領而從此成為異國土地，因此宗谷岬對於日本人而言有非常獨特、感情上的象徵意義，而成為道北地區非常重要的旅遊景點之一。除了紀念碑之外，在紀念碑旁還設有一刻著由吉田弘作詞、船村徹譜曲，由千葉紘子在1972年時演唱，因為曾在1976年時NHK的歌唱節目《大家的歌》中播放結果大受歡迎的演歌作品《宗谷岬》的音樂碑（會在有人靠近時主動播放音樂的紀念碑）。此外周遭還有一系列以「最北端」為主題的各項設施，例如日本最北端的商店（柏屋）、最北端的餐廳（食堂「最北端」）、最北端的民宿（最北之宿）乃至於最北端的郵筒、最北端的公共廁所還有會在旅客加完油後致贈「日本最北加油證明」的最北端加油站（出光石油大岬集落分站）。
位在宗谷岬靠內陸點山丘上的祈禱之塔（祈りの塔），是1985年時設置的慰靈塔，主要是在追念於1983年9月1日大韓航空007號班機遭擊落事件中喪生的旅客，由受難者家屬集資在事件兩週年紀念日時設置。祈禱之塔的造型很像是一隻立在地面上的摺紙鶴，其尖端的轉折部分指向庫頁島外海的莫涅龍島（日本稱為海馬島），該島因為靠近大韓航空客機最後墜海的位置而聞名於世。
间宫林藏像是纪念江戶時代後期的冒險家間宮林藏（1775-1844），受幕府委託在1808年時渡過宗谷海峽，到達當時被日本人稱為北蝦夷、還是中國領土的庫頁島，並在隔年的第二次探險中橫渡庫頁島與西伯利亞本土之間的韃靼海峽（日本稱為間宮海峽，俄羅斯方面則稱為涅維爾斯伊科海峽）。間宮是有歷史記載第一個發現庫頁島是個島嶼而非半島的人，也被日本人視為是開拓樺太的英雄，因此在宗谷岬設立他的銅像作為紀念。但根據史家考究間宮林藏渡海時實際上的出海點並不是在最尖端的宗谷岬，而是在宗谷岬西方一個小海灣處，還有一個間宮林藏渡樺紀念碑，標示出他實際出海的地點。
其他地標还有宗谷岬燈塔、大岬舊海軍望樓、海石竹招待所（ゲストハウス·アルメリア）等。

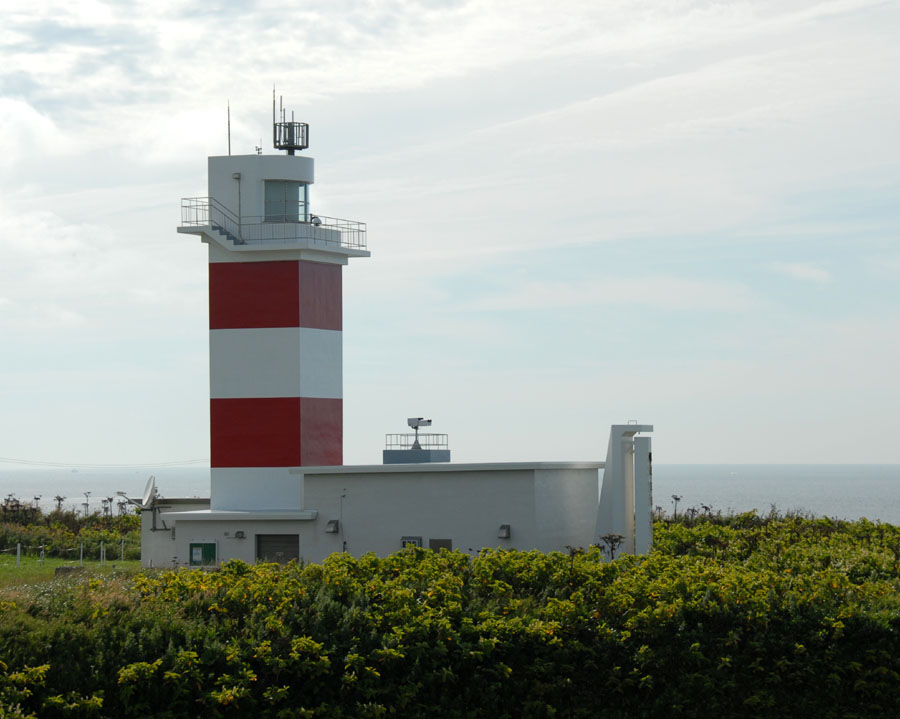
日本最北宗谷岬燈塔
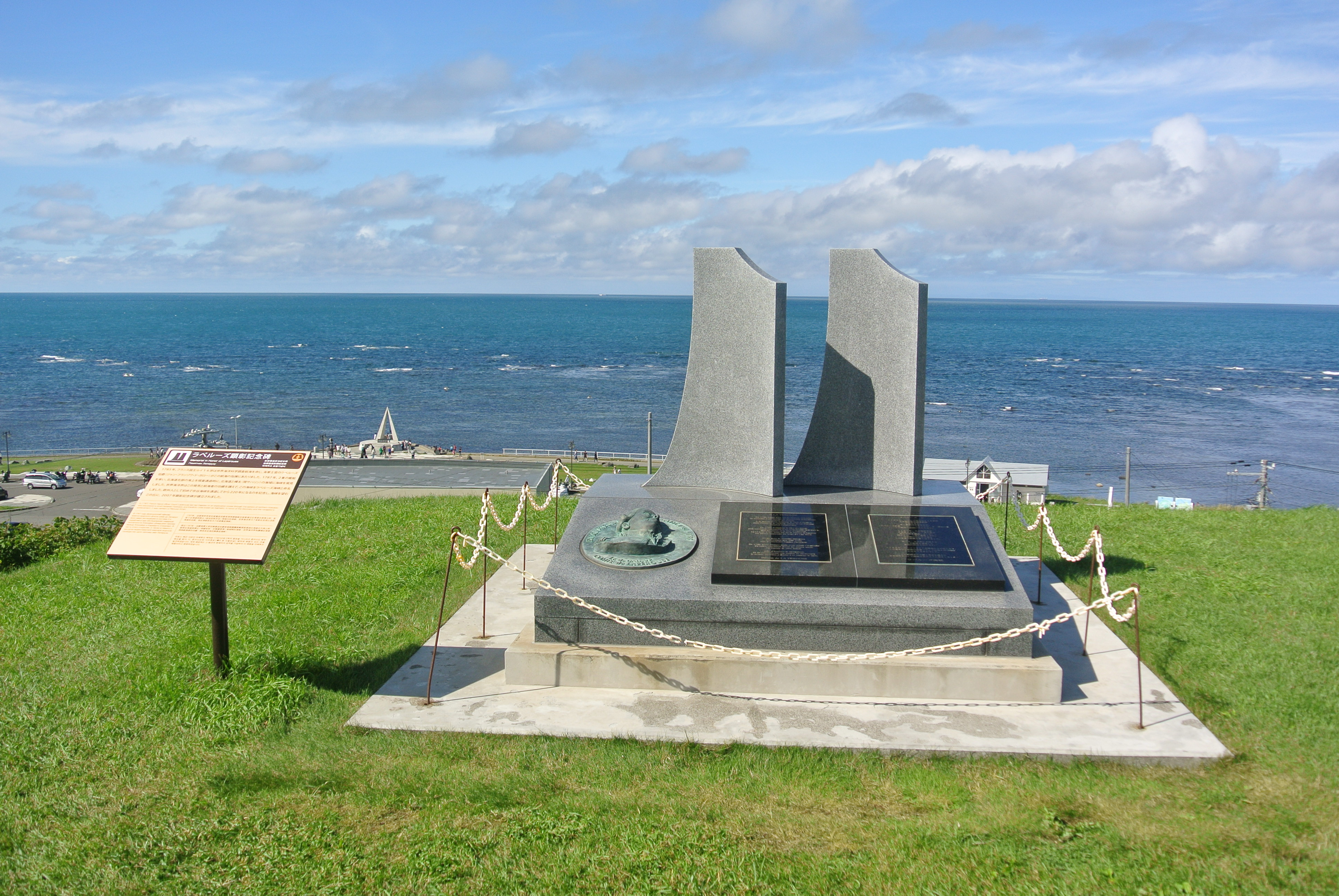
拉彼魯茲伯爵讓-弗朗索瓦·德·加洛紀念碑
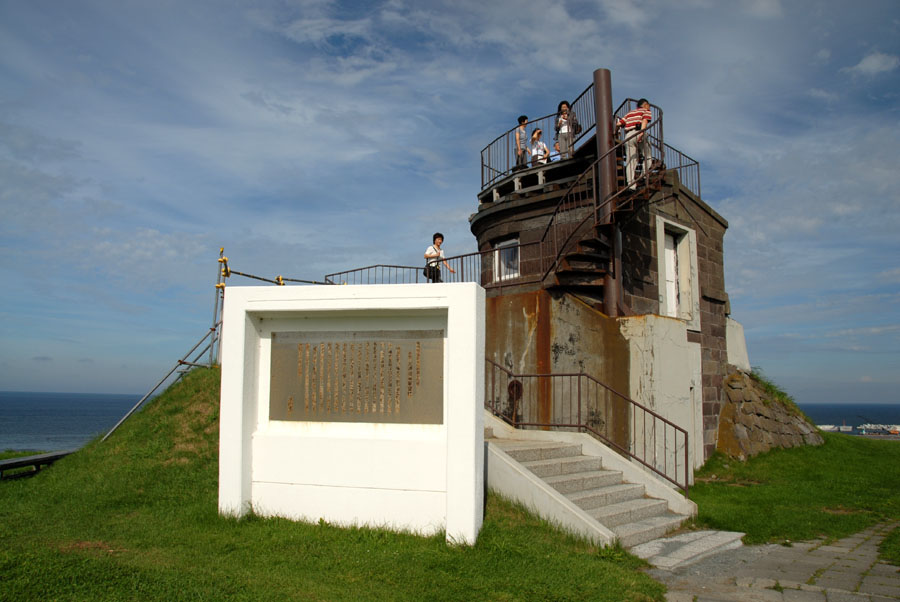
舊海軍望樓是日俄戰爭時代遺留下來的軍事設施，今日則成為受歡迎的觀景台，在天氣好時可從此處看到對岸的庫頁島

## 最北爭議
雖然宗谷岬以「日本最北端」的名號聞名，但根據對「最北」定義的不同，宗谷岬並不見得是日本真正的最北。一些不同的最北定義包括有：
- 名義上的日本國土最北端：由於從未透過正式渠道達成協議，日本與俄羅斯之間對於南千岛群岛的爭議仍然沒有官方定論。因此名義上來說日本政府迄今仍主張位於千島群島最南端的北方四島（南千島群島）是日本國土的一部份。如果根據這前提來定義，那麼宗谷岬並不是日本國土的最北端，最北端應該位於北方四島最北的擇捉島上北緯45度33分28秒的カモイワッカ岬。

- 實際上的日本國土最北端：在宗谷岬最北端之地紀念碑的西北西方1.5公里處，有個無人礁石小島名為辯天島（北緯45度31分33秒），仍屬日本國土範圍並受日本實際控制，因此辯天島應該是日本實際控制的範圍之內最北的國土。

- 旅客可到或實際有人居住的日本國土最北端：宗谷岬地區仍有數戶人家居住也有道路（238號國道（日语：国道238号））可及，因此是一般人可以到達的最北端。

## 交通
要到達宗谷岬，唯一的大眾運輸工具就是在稚內車站站內的公車總站，搭乘由當地公共運輸業者宗谷巴士所經營的路線公車前往宗谷岬，距離約31公里。以往只能每天對開5班的10號線，經南稚內、潮見、聲問、曲渕、再到宗谷岬。2012年7月1日，10號線與長途巴士「天北線」合併為新的長途巴士「天北宗谷岬線」，班次略為增加至來回7班，亦改取快速公路，使到達宗谷岬的時間由以往一個多小時，縮減為50分鐘。

## 外部連結
- （日語）稚內市政府官方網站 （页面存档备份，存于）

45°31′21.86″N 141°56′11.76″E / 45.5227389°N 141.9366000°E